# Nonards
Nonards (Nonard en occitan) est une commune française située dans le département de la Corrèze en région Nouvelle-Aquitaine, en zone de dialecte occitan languedocien.

## Géographie
La commune de Nonards, traversée par le 45e parallèle nord, est de ce fait située à égale distance du pôle Nord et de l'équateur terrestre (environ 5 000 km).
Dans sa cuvette le lac asséché, la plaine de Nonards jouit d'un sol et d'une exposition privilégiés. Antichambre du pays de Beaulieu, elle s'ouvre au sud sur la Dordogne assagie, quittant ses turbulences montagneuses et hydroélectriques. Côté nord, elle se carre à l'abri du socle granitique que fend pour la desservir la route descendant de Tudeils et, plus haut, des Quatre-Routes d'Albussac.
À quelques coteaux près, qui culminent à 450 mètres d'altitude du côté de Rabiat, la commune de Nonards s'inscrit aux dimensions de la vallée qu'arrosent la Ménoire et son affluent le Céroux.
Si la mairie de Nonards, en bord de route et au cœur de l'agglomération active, est posée à quelque 180 mètres d'altitude, l'église se trouve étagée 50 mètres plus haut, entre les maisons pelotonnées du village traditionnel.

### Communes limitrophes
Les communes limitrophes sont  Beaulieu-sur-Dordogne, Chenailler-Mascheix, Curemonte, Puy-d'Arnac, Sioniac et Tudeils.

### Climat
Pour des articles plus généraux, voir Climat de la Nouvelle-Aquitaine et Climat de la Corrèze.
Historiquement, la commune est exposée à un climat montagnard.  
En 2020, Météo-France publie une typologie des climats de la France métropolitaine dans laquelle la commune est exposée à un climat de montagne et est dans la région climatique  Ouest et nord-ouest du Massif Central, caractérisée par une pluviométrie annuelle de 900 à 1 500 mm, maximale en automne et en hiver.
Pour la période 1971-2000, la température annuelle moyenne est de 12,6 °C, avec  une amplitude thermique annuelle de 15,7 °C. Le cumul annuel moyen de précipitations est de 1 041 mm, avec 12,2 jours de précipitations en janvier et 7,1 jours en juillet. Pour la période 1991-2020, la température moyenne annuelle observée sur la station météorologique la plus proche, située sur la commune d'Argentat-sur-Dordogne à 14 km à vol d'oiseau, est de 12,7 °C et le cumul annuel moyen de précipitations est de 1 145,5 mm,. Pour l'avenir, les paramètres climatiques de la commune estimés pour 2050 selon différents scénarios d’émission de gaz à effet de serre sont consultables sur un site dédié publié par Météo-France en novembre 2022.

## Urbanisme

### Typologie
Au 1er janvier 2024, Nonards est catégorisée commune rurale à habitat dispersé, selon la nouvelle grille communale de densité à 7 niveaux définie par l'Insee en 2022.
Elle est située hors unité urbaine. Par ailleurs la commune fait partie de l'aire d'attraction de Biars-sur-Cère - Saint-Céré, dont elle est une commune de la couronne,. Cette aire, qui regroupe 49 communes, est catégorisée dans les aires de moins de 50 000 habitants,.

### Occupation des sols
L'occupation des sols de la commune, telle qu'elle ressort de la base de données européenne d’occupation biophysique des sols Corine Land Cover (CLC), est marquée par l'importance des territoires agricoles (63,1 % en 2018), en augmentation par rapport à 1990 (61,1 %). La répartition détaillée en 2018 est la suivante : 
forêts (36,9 %), prairies (28,6 %), zones agricoles hétérogènes (27,4 %), cultures permanentes (7,1 %).
L'évolution de l’occupation des sols de la commune et de ses infrastructures peut être observée sur les différentes représentations cartographiques du territoire : la carte de Cassini (XVIIIe siècle), la carte d'état-major (1820-1866) et les cartes ou photos aériennes de l'IGN pour la période actuelle (1950 à aujourd'hui).

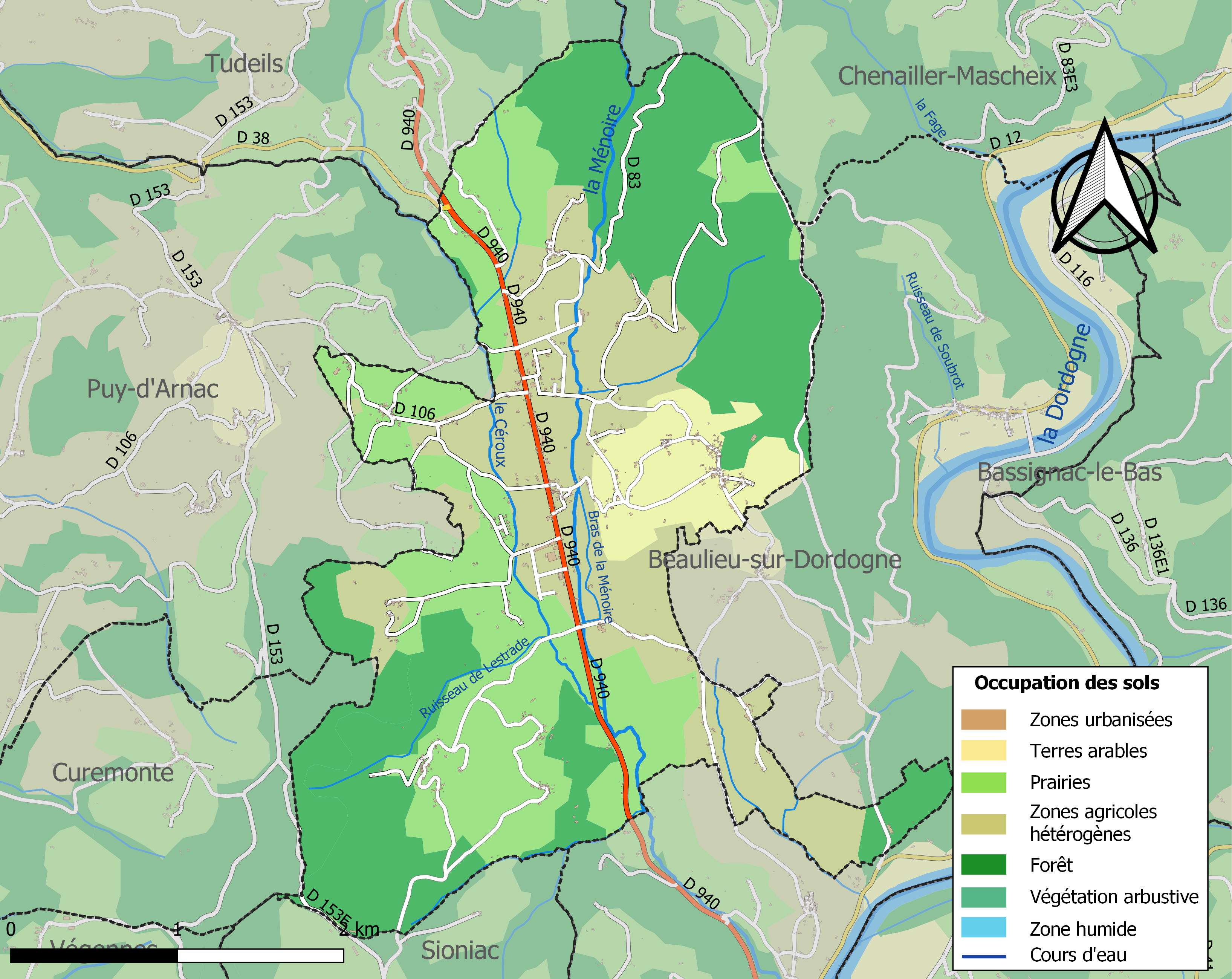
Carte des infrastructures et de l'occupation des sols de la commune en 2018 (CLC).

### Transport routier
- Réseau Réseau interurbain de la Corrèze

### Risques majeurs
Le territoire de la commune de Nonards est vulnérable à différents aléas naturels : météorologiques (tempête, orage, neige, grand froid, canicule ou sécheresse), inondations, feux de forêts, mouvements de terrains et séisme (sismicité très faible). Il est également exposé à un risque technologique, la rupture d'un barrage, et à deux risques particuliers : le risque minier et le risque de radon. Un site publié par le BRGM permet d'évaluer simplement et rapidement les risques d'un bien localisé soit par son adresse soit par le numéro de sa parcelle.

#### Risques naturels
Certaines parties du territoire communal sont susceptibles d’être affectées par le risque d’inondation par débordement de cours d'eau, notamment la Ménoire. La commune a été reconnue en état de catastrophe naturelle au titre des dommages causés par les inondations et coulées de boue survenues en 1982, 1992, 1999, 2001 et 2010,. Le risque inondation est pris en compte dans l'aménagement du territoire de la commune par le biais du plan de prévention des risques (PPR) inondation « Nonards - Bassin de la Dordogne », approuvé le 30 octobre 2013. 

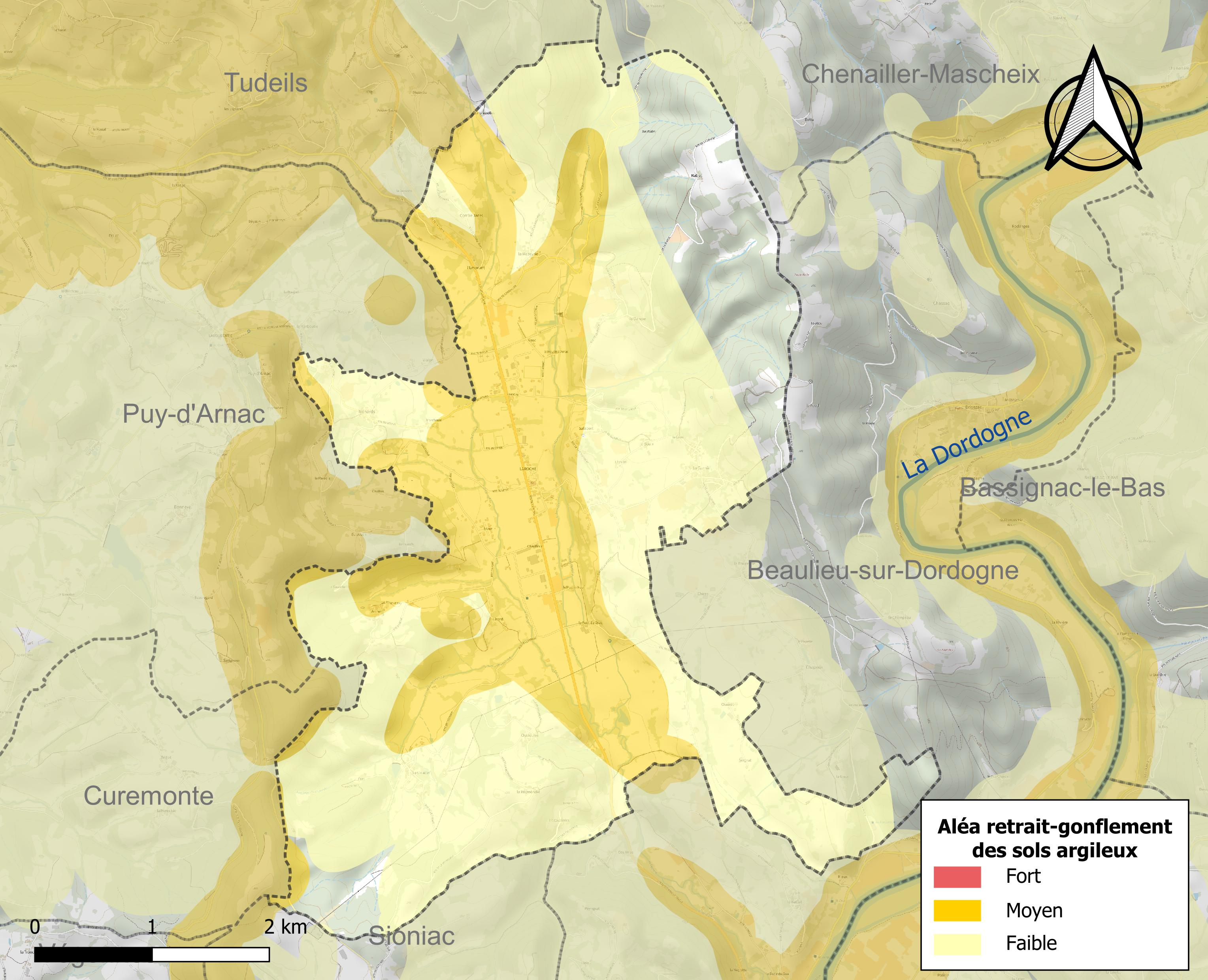
Carte des zones d'aléa retrait-gonflement des sols argileux de Nonards.

La commune est vulnérable au risque de mouvements de terrains constitué principalement du retrait-gonflement des sols argileux. Cet aléa est susceptible d'engendrer des dommages importants aux bâtiments en cas d’alternance de périodes de sécheresse et de pluie. 35,7 % de la superficie communale est en aléa moyen ou fort (26,8 % au niveau départemental et 48,5 % au niveau national). Sur les 293 bâtiments dénombrés sur la commune en 2019,  128 sont en aléa moyen ou fort, soit 44 %, à comparer aux 36 % au niveau départemental et 54 % au niveau national. Une cartographie de l'exposition du territoire national au retrait gonflement des sols argileux est disponible sur le site du BRGM,.
Concernant les feux de forêt, aucun plan de prévention des risques incendie de forêt (PPRIF) n’a été établi en Corrèze, néanmoins le code de l’urbanisme impose la prise en compte des risques dans les documents d’urbanisme. Le périmètre des servitudes d'utilité publique et des zones d'obligation légale de débroussaillement pour les particuliers est quant à lui défini pour la commune dans une carte dédiée. 
Concernant les mouvements de terrains, la commune a été reconnue en état de catastrophe naturelle au titre des dommages causés par la sécheresse en 2019 et par des mouvements de terrain en 1999.

#### Risques technologiques
La commune est en outre située en aval des barrages de Bort-les-Orgues, du Chastang, de Marcillac, d'Enchanet, de Hautefage et de Saint-Étienne-Cantalès, des ouvrages de classe A soumis à PPI. À ce titre elle est susceptible d’être touchée par l’onde de submersion consécutive à la rupture d'un de ces ouvrages.

#### Risques particuliers
La commune est  concernée par le risque minier, principalement lié à l’évolution des cavités souterraines laissées à l’abandon et sans entretien après l’exploitation de mines. 
Dans plusieurs parties du territoire national, le radon, accumulé dans certains logements ou autres locaux, peut constituer une source significative d’exposition de la population aux rayonnements ionisants. Certaines communes du département sont concernées par le risque radon à un niveau plus ou moins élevé. Selon la classification de 2018, la commune de Nonards est classée en zone 3, à savoir zone à potentiel radon significatif. 

## Histoire
L'église possède un clocher-mur percé de quatre baies et d’un campanile érigé à part de l'église, à quelques mètres de l'abside. Elle appartenait à l'abbaye de Solignac (Haute-Vienne) lorsqu'en 765, elle fut pillée par le roi de France Pépin-le-Bref, lequel venait de ravager le château du Puy-d'Arnac.
Passée à l'abbaye de Beaulieu en 859, cette église s'acquit une notoriété qui, passée à la postérité, est arrivée jusqu'à nous. Pour les soustraire aux Normands qui dévastaient leurs cloîtres, les moines de Solignac avaient entrepris de transférer à l'archiprêtré de Brivezac les reliques de sainte Fauste d'Aquitaine dont ils avaient reçu la garde.
Parvenus à Nonards, bien que près de leur but, ils décidèrent de s'y reposer. Alertés, les religieux de Brivezac vinrent en procession rejoindre le précieux convoi, avec flambeaux et encensoirs. Ce fut là que se produisit le miracle. La chronique raconte que le temps obscur devint serein et que, surtout, les chandelles éteintes portées en procession s'allumèrent d'elles-mêmes, hors de tout souffle de vent qui aurait pu les éteindre.
Placée sous le patronage initial de saint Martin de Tours, l'église de Nonards se réclame aussi de saint Cloud. Honoré, invoqué pour la guérison de certaines maladies, ce dernier est encore porté en procession jusqu'à la fontaine de son nom, chaque fin août et par les conscrits de l'année.
La fontaine Saint-Cloud garde des adeptes sur la région, qui viennent lui puiser de l'eau. À l'autre bout de la commune, en terrain calcaire, la Font-du-Drac n'a plus guère de raison d'être que celle de signaler son endroit. Il est vrai que le Drac, cette créature de l'enfer qui tourmenta nos anciens, n'a plus besoin d'absolutions : il semble définitivement disparu de nos campagnes.
Sur la berge gauche de la Ménoire, le château d'Arnac (on dit aussi le moulin d'Arnac) daterait du XVe siècle.
Il dut avoir pour premiers propriétaires et seigneurs les Asnac ou Arnac, dont il a gardé le nom. Cette famille, qui occupa d'abord le manoir perché sur la colline escarpée de Puy-d'Arnac, avait dû descendre s'implanter dans la riante plaine. Elle en disparut en 1434 pour faire place aux Cornil. Ensuite, la propriété passa par mariages aux familles d'Hautefort, Ferrières de Sauveboeuf, avant d'être vendue en 1790 à M. Auguié (de Lascans), munitionnaire général des vivres de l'armée, beau-père du maréchal Ney ; ce dernier vendit en 1798 à Alexis de Planchard de Cussac, maire de Nonards (1800) et  conseiller général de la Corrèze (1807), qui revendit en 1813 à M. Clare de Peyrissac. Acheté en 1875 par M. Brunie, il appartint ensuite à M. Campbell, avant de changer à nouveau de propriétaire.
La renommée locale du château provient du bref séjour qu'y aurait fait l'infortuné maréchal, pourchassé par la police de Louis XVIII après les Cent-Jours.
Le principal village de la commune est la Garnie. Ce village possède un petit sanctuaire dédié à saint Roch, sans doute en souvenir des pestes qui sévirent sur la contrée, peut-être à la suite de celle du XVIIe siècle.
À la Révolution cette chapelle fut utilisée comme prison pour les suspects en instance de transfert à Brive ou à Tulle. L'histoire locale rapporte que, le 7 prairial an XII, Marie Bordes, fille majeure, fit l'acquisition de la chapelle de Saint-Roch et s'en dessaisit aussitôt en faveur des villages de la Garnie, du Bouix et du Chauze « pour la célébration du culte catholique ainsi qu'ils adviseraient. » Cette chapelle menaçait de tomber en décrépitude mais fut restaurée par les habitants du village.

## Politique et administration
| Période   | Période   | Identité         | Étiquette | Qualité                     |
| --------- | --------- | ---------------- | --------- | --------------------------- |
| mars 1989 | mars 2001 | Jean Laffaire    | PCF       |                             |
| mars 2001 | mars 2014 | Jean-Marie Roume | PCF       |                             |
| mars 2014 | mai 2020  | Suzanne Meunier  | PCF       | Retraitée de l'enseignement |
| mars 2020 | en cours  | Daniel Roche     |           | Fonctionnaire               |

## Démographie
| 1793 | 1800 | 1806  | 1821  | 1831  | 1836  | 1841  | 1846  | 1851  |
| ---- | ---- | ----- | ----- | ----- | ----- | ----- | ----- | ----- |
| 971  | 974  | 1 085 | 1 033 | 1 362 | 1 216 | 1 220 | 1 225 | 1 256 |

| 1856  | 1861  | 1866  | 1872  | 1876  | 1881  | 1886  | 1891  | 1896 |
| ----- | ----- | ----- | ----- | ----- | ----- | ----- | ----- | ---- |
| 1 232 | 1 130 | 1 158 | 1 062 | 1 077 | 1 022 | 1 003 | 1 011 | 912  |

| 1901 | 1906 | 1911 | 1921 | 1926 | 1931 | 1936 | 1946 | 1954 |
| ---- | ---- | ---- | ---- | ---- | ---- | ---- | ---- | ---- |
| 902  | 861  | 810  | 724  | 687  | 638  | 625  | 589  | 533  |

| 1962 | 1968 | 1975 | 1982 | 1990 | 1999 | 2006 | 2011 | 2016 |
| ---- | ---- | ---- | ---- | ---- | ---- | ---- | ---- | ---- |
| 472  | 434  | 363  | 359  | 353  | 334  | 392  | 460  | 454  |

| 2021 | 2022 | - | - | - | - | - | - | - |
| ---- | ---- | - | - | - | - | - | - | - |
| 464  | 478  | - | - | - | - | - | - | - |

## Lieux et monuments
- Église Saint-Martin de Nonards datant du XIIe siècle - (fresques XIVe siècle). L'édifice a été inscrit au titre des monuments historique en 1992[31].
- Chapelle XVIIe siècle.
- Fontaine de dévotion.
- Le château d'Arnac et son moulin reconstruit au XVe siècle sur des bases médiévales.
- Grottes de la Garnie.

## Héraldique
| Blason de Nonards | Blason  | Parti : au 1er de gueules au chevron accompagné en chef de deux cœurs et en pointe d'un croissant, le tout d'argent, au 2e de gueules à la bande d'or. |
| Blason de Nonards | Détails | Le statut officiel du blason reste à déterminer. |

### Cartes
1. ↑  IGN, « Évolution comparée de l'occupation des sols de la commune sur cartes anciennes », sur remonterletemps.ign.fr (consulté le 2 juillet 2022).
2. ↑  « Cartographie interactive de l'exposition des sols au retrait-gonflement des argiles », sur infoterre.brgm.fr (consulté le 29 septembre 2024)